# Academia Deportiva El Nula
La Academia Deportiva El Nula (abreviado comúnmente a ADEN) es un equipo de fútbol venezolano, establecido en la población de El Nula, perteneciente al municipio Páez, del estado Apure, y que actualmente milita en la Tercera División de Venezuela.

## Historia
Fundado en 2016 como un incipiente proyecto futbolístico, el cuadro apureño hace su incursión en la Tercera División Venezolana 2016, formando parte del Grupo Occidental I, subdividido en zonas "A" y "B", quedando encuadrado en la zona "A" junto a su rival coterráneo, el Atlético San Camilo F.C., y los tachirenses Deportivo Táchira B (a quien derrotó en la reprogramada jornada 1) y Politáchira FC. Obtuvo un total de 18 unidades en el semestre, para finalizar como líder de la zona "A", obteniendo resultados positivos a lo largo del torneo, entre ellos un empate a 1 gol en condición de local ante Junidense FC por la Jornada 4, en el inicio de la Fase InterGrupos, donde los equipos de las zonas A y B se enfrentaron entre sí entre las Jornadas 4 a 7. Debido al retiro de Lotería del Táchira FC justo antes del inicio del Torneo Clausura, el Grupo Occidental I fue unificado a uno solo de 7 participantes, jugando 14 jornadas. Allí, el "ADEN" como se le conoce al conjunto nuleño, finalizó en la cuarta colocación tras sumar 19 unidades a lo largo del semestre; a pesar de tener muy buen desempeño en ambos torneos de la temporada, no logra finalizar entre los primeros de grupo en su zona, lo que le impide alcanzar los Cuadrangulares por el ascenso a Segunda División.

## Otras Categorías
Con el debut en la Tercera División de Venezuela, el conjunto representativo del Estado Apure incursiona también en la Serie Plata con sus categorías juveniles Sub-14, Sub-16, Sub-18 y Sub-20, además de competir en la Liga Nacional de Fútbol Sala e incursionar en el fútbol femenino.

## Estadio
Jugó sus partidos como local en el Torneo Apertura en el Estadio Pedro Regal Márquez, ubicado en Santa Ana del Táchira, y para el Torneo Clausura, utilizó las instalaciones del Estadio Polideportivo El Nula.